# Episodi di Faber l'investigatore (undicesima stagione)
L'undicesima stagione della serie televisiva Faber l'investigatore è stata trasmessa in anteprima in Germania da ARD tra l'11 gennaio 2001 e il 5 aprile 2001.
| nº | Titolo originale                | Titolo italiano | Prima TV Germania | Prima TV Italia |
| -- | ------------------------------- | --------------- | ----------------- | --------------- |
| 1  | Katz und Maus                   |                 | 11 gennaio 2001   |                 |
| 2  | Der verlorene Vater             |                 | 18 gennaio 2001   |                 |
| 3  | Mord perfekt                    |                 | 25 gennaio 2001   |                 |
| 4  | Alles Lüge                      |                 | 1º febbraio 2001  |                 |
| 5  | Bewährung                       |                 | 8 febbraio 2001   |                 |
| 6  | Girlfriends                     |                 | 15 febbraio 2001  |                 |
| 7  | Seni Seviyorum - Ich liebe dich |                 | 22 febbraio 2001  |                 |
| 8  | Schutzlos                       |                 | 1º marzo 2001     |                 |
| 9  | Eine Frage der Ehre             |                 | 8 marzo 2001      |                 |
| 10 | Ohnmacht                        |                 | 15 marzo 2001     |                 |
| 11 | Rache und Geständnis            |                 | 22 marzo 2001     |                 |
| 12 | Mordverdacht                    |                 | 29 marzo 2001     |                 |
| 13 | Verschwörung                    |                 | 5 aprile 2001     |                 |